# Panasonic Lumix DMC-GH4
Die Lumix DMC-GH4 ist ein digitales, spiegelloses Systemkameragehäuse von Panasonic im herstellerübergreifenden Micro-Four-Thirds-System.  Das Modell ist der Nachfolger der Lumix DMC-GH3 und wurde Anfang 2014 vorgestellt. Es ist das erste spiegellose Systemkameragehäuse, das Filme mit einer Datenübertragungsrate von bis zu 200 Megabit pro Sekunde beziehungsweise 1,5 Gigabyte pro Minute und im 4K-Modus aufnehmen kann. Als Nachfolger kam im März 2017 die Lumix DC-GH5 auf den Markt, die die doppelte Datenübertragungsrate erreicht, eine 4:2:2-Farbunterabtastung erlaubt und eine Farbtiefe von 10 Bit erreicht.

## Technische Merkmale
Das Kameragehäuse aus einer Magnesiumlegierung ist mit einem schwenk- und klappbaren, berührungsempfindlichen Monitor, einem elektronischen Sucher mit Dioptrienausgleich, einem eingebauten Blitzlicht und einem Blitzschuh ausgestattet.
Neben den Objektiven mit Micro-Four-Thirds-Bajonettverschluss können wegen des geringen Auflagemaßes von 20 Millimetern über Objektivadapter fast alle Objektive mit hinreichend großem Bildkreis angeschlossen werden.
Die GH4 arbeitet sowohl bei Stehbild- als auch bei Bewegtbildaufnahmen ausschließlich im Live-View-Modus mit manueller Entfernungseinstellung mit Softwarelupe oder mit einem vielseitigen Autofokussystem mit Kontrastmessung, das auch Gesichter erkennen und Motive verfolgen kann. Mit Hilfe des elektronischen Verschlusses können auch Stehbilder praktisch geräuschlos aufgenommen werden.
Über eine WLAN-Verbindung kann die Kamera von Smartphones, Tablet-PCs oder mobilen und stationären Computern gesteuert und ausgelesen werden.

## Eigenschaften
Gegenüber dem Vorgängermodell GH3 weist die GH4 unter anderem folgende Veränderungen auf:
- Datenübertragungsrate von bis zu 200 Megabit pro Sekunde
- Videoaufzeichnung im 4K-Modus möglich
- Fokus-Peaking
- Monitor mit über einer Million Bildpunkten
- Sucher mit über zwei Millionen Bildpunkten
- Geringste Filmempfindlichkeit ISO 100 statt ISO 200
- Größte Filmempfindlichkeit ISO 25600 statt ISO 12800
- Höhere Bildfolgefrequenz[2]
  - 12 JPEG-Bilder pro Sekunde mit Autofokus
  - 40 JPEG-Bilder pro Sekunde ohne Autofokus mit elektronischem Verschluss
- 49 Messfelder für die Entfernungseinstellung
- Über eintausend Messfelder für die Belichtungsmessung
- Kürzeste mechanische Verschlusszeit 1/8000 Sekunde
- Langzeitbelichtung bis zu einer Stunde

## Auszeichnungen
Die GH4 hat folgende Auszeichnungen erhalten:
- TIPA-Awards: Beste Hybrid Photo/Video Camera[3]
- EISA Award: European Photo-Video Camera of the 2014-2015[4]